# Burg Biberach
Die Burg Biberach ist eine abgegangene Burg auf etwa 533 m über NN beim Gigelturm am westlichen Rand der Altstadt von Biberach an der Riß im Landkreis Biberach in Baden-Württemberg.
Die Burg Biberach wurde um 1083 erwähnt und um das 13. Jahrhundert zerstört. Ehemalige Besitzer sollen die Herren von Bibra und Staufer gewesen sein. Von der ehemaligen Burganlage, die heute von der Stadtmauer und dem Gigelturm überbaut ist, ist nichts erhalten.